# Cryptex
The Cryptex ist eine deutsche Band aus Salzgitter in Niedersachsen und hat bislang vier offizielle Studioalben, eine EP, sowie eine Live-DVD veröffentlicht.
Das Trio spielt einen modernen Mix aus Progressive Rock, Folk, Metal und Hardrock und ist für seine „wilde, charismatische und energetische Bühnenperformance“ in der Progressive-Rock- und Metalszene bekannt.

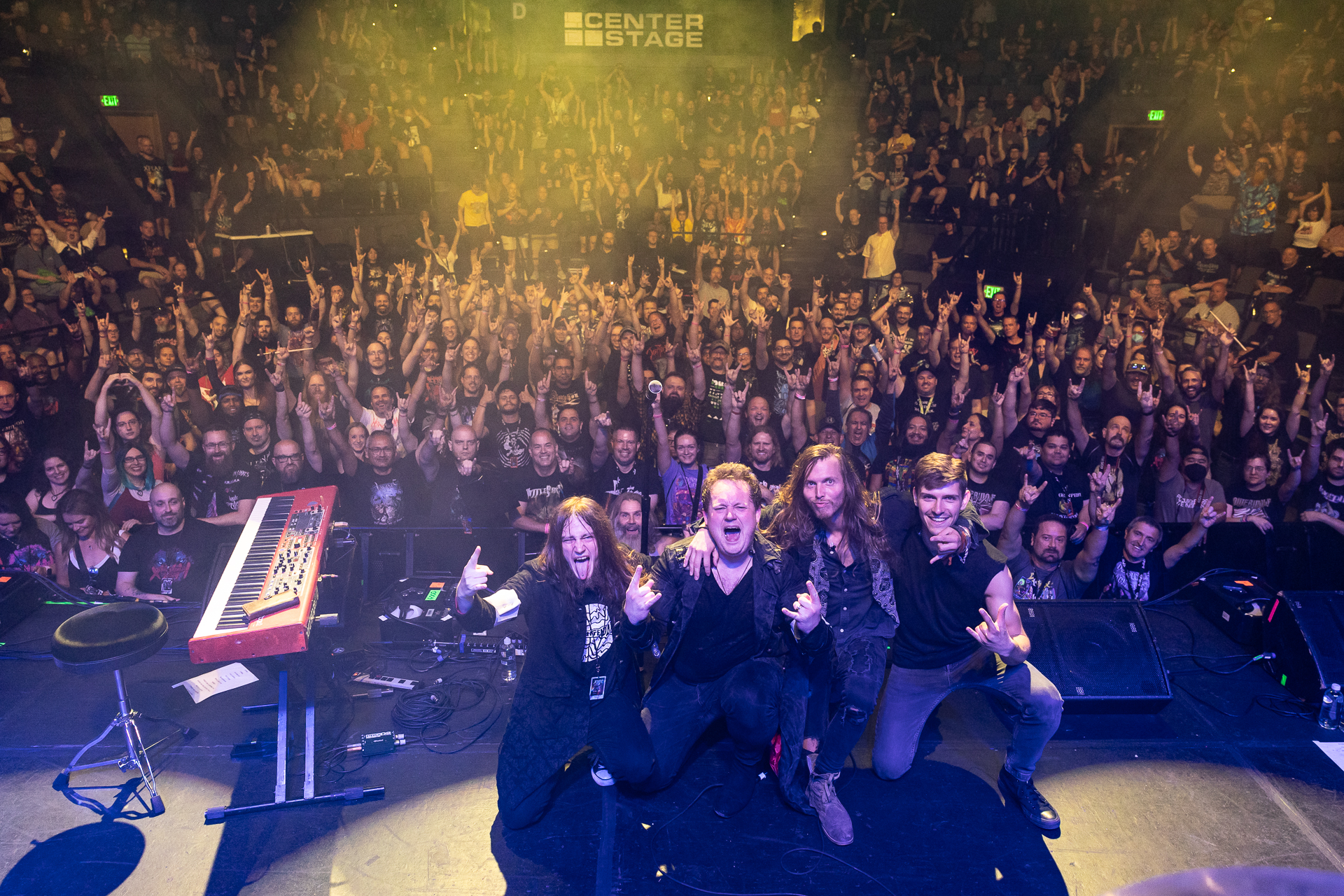
The Cryptex nach ihrer Show auf dem ProgPower USA Festival, Atlanta im September (2023)

## Geschichte
Im Jahr 2003 lernten sich die beiden Musiker Simon Moskon und Ramón Fleig kennen, woraus sich erste gemeinsame Bandprojekte entwickelten, die bereits den Grundstein für die spätere Zusammenarbeit in der Band The Cryptex legten. 2008 stieß Martin Linke nach einer Audition als Gitarrist zur Band. Mit der Arbeit an der ersten, im Spätsommer 2008 veröffentlichten und in Eigenregie produzierten EP Even Nature Will Be Thrilled wurde umgehend begonnen. Die EP wurde über einen kleinen Digitalvertrieb auf Download- und Streamingseiten veröffentlicht.
Ab Januar 2009 fokussierte sich die Band auf das Ausarbeiten ihrer Live-Performance und begann zunächst durch Niedersachsen und später durch das gesamte Bundesgebiet zu touren. Durch die Teilnahme an Musikwettbewerben, wie Local Heroes, Schooljam oder Emergenza, und den daraus resultierenden Platzierungen konnte die Band erste Erfolge, Erwähnung in der Fachpresse und einen gewissen Bekanntheitsgrad in der deutschen Newcomerszene verbuchen. Von März bis Dezember 2010 produzierte die Band ihr Debütalbum Good Morning, How Did You Live?, auf dem sie mit verschiedenen Instrumenten, Bläsern, Gospel, Streicherensembles und Gastmusikern wie Klaus Heuermann arbeitete. Im Dezember 2010 wurde die Band bei dem Labeldienstleister SAOL, der Promotion und Management-Agentur CMM und dem Musikverlag Warner/Chappell Music unter Vertrag genommen. Am 25. März 2011 veröffentlichte The Cryptex das Album Good Morning, How Did You Live? über die dazugehörigen Vertriebsstrukturen in ganz Europa (physisch) sowie weltweit (digital).

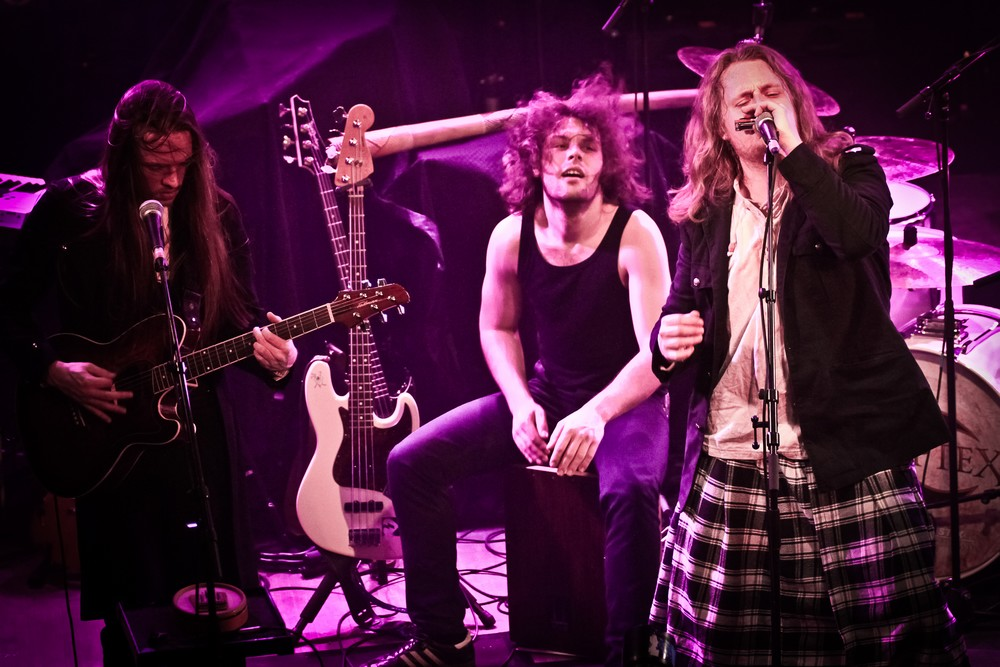
The Cryptex im Pariser Club Divan du Monde, Paris (2012)

Von Februar bis März 2012 spielten The Cryptex als Supportact der schwedischen Progressive-Metal-Band Pain of Salvation ihre erste, 14 Länder umfassende Europatour. Im Herbst desselben Jahres wurde die erste Live-DVD veröffentlicht, welche während der Tour im niederländischen Weert aufgezeichnet worden war. Auch diese Veröffentlichung erhielt positive Kritiken in der Musikpresse.
Ein halbes Jahr später folgte eine weitere, acht Länder umfassende Europatour als Support für die britische Band Threshold, die im April und Mai 2013 durch die erste Headliner-Clubtour (elf Konzerte in Deutschland, den Niederlanden und der Schweiz) ergänzt wurde. Nach einigen Festival-Shows im Sommer wurde The Cryptex dazu eingeladen, am 26. Juli 2013 für die Horror-Rock-Legende Alice Cooper in der Kajot Arena im tschechischen Brno zu eröffnen. Erstmals berichteten große Radiosender wie zum Beispiel Radio 21 ausführlicher über die Band.
Im September 2013 trennte sich die Band von Gitarrist Martin Linke, während parallel die Vorbereitungen für die Aufnahmen an einem neuen Album geplant wurden. Vom 3. bis 14. März 2014 fand im Horus Sound Studio Hannover, die erste Produktionsphase für das zweite Album statt. Über eine erfolgreiche Crowdfunding-Aktion im Herbst 2014 konnte die Finanzierung des zweiten Albums sichergestellt werden. Das zweite Album mit dem Titel Madeleine Effect wurde am 24. April 2015 veröffentlicht und eine entsprechende Headliner Clubtour gespielt. Die darauffolgenden Live-Höhepunkte waren Konzerte auf den Metaldays Slowenien im Juli 2016, dem German Kultrock Festival in der Balver Höhle im August 2016, zwei Shows auf dem 70.000 Tons Of Metal Festival 2017, sowie eine weitere Headliner-Tour durch Deutschland im Herbst und Winter desselben Jahres.
Von April bis August 2019 wurde in den Big House Studios Hannover und den Räumlichkeiten des Musikzentrums Hannover das dritte Album Once Upon A Time produziert, welches am 8. Mai 2020 über SPV veröffentlicht wurde.
Am 14. April 2023 unterschrieb die Band bei dem von der Band AXXIS betriebenen Label „Phonotraxx Publishing“, worüber am 29. September 2023 das vierte Album Nimbus veröffentlicht wurde.
Seit 2022 wurde der Bandname sowie das offizielle Logo durch den Zusatz „The“ ergänzt und entsprechend modifiziert.

## Diskografie

### DVDs
- 2012: Live at De Bosuil (SAOL/Eigenvertrieb)[21]

### Alben
- 2011: Good Morning, How Did You Live? (SAOL/H´Art/Believe)[22]
- 2015: Madeleine Effect (SAOL/H´Art/Believe)[23]
- 2020: Once Upon a Time (SPV/The Orchard)[24]
- 2023: Nimbus (Phonotraxx/Broken Silence/The Orchard)[25]

### EPs
- 2008: Even Nature Will Be Thrilled (Eigenvertrieb)[26]